# Tales of Berseria
Tales of Berseria (テイルズ オブ ベルセリア?, Teiruzu obu Beruseria) è un videogioco di ruolo del 2016 prodotto e pubblicato da Bandai Namco per PlayStation 3 solo in Giappone e per PlayStation 4 e PC anche nel resto del mondo.
È il sedicesimo gioco della serie Tales of ed è un prequel di Tales of Zestiria (2015).

## Trama
La storia inizia con Velvet Crowe e suo fratello minore Laphicet. Entrambi vivono pacificamente in uno sperduto villaggio su di un'isola.
Laphicet soffre di una malattia cronica che lo costringe a letto e Velvet, in quanto unica familiare di sangue rimasta in vita, se ne prende cura. Assieme a Velvet e Laphicet si affianca Arthur, un Esorcista ed il marito della sorella maggiore dei due fratelli, morta tragicamente 7 anni prima durante la notte della luna rossa. Gli Esorcisti sono persone dai grandi poteri spirituali, capaci di vedere gli spiriti Malak e stringer Patti con essi per ottenere grande forza in cambio. 
Le giornate passano tranquille, finché una notte la luna rossa fa il suo ritorno nel cielo, Velvet si sveglia da sola a casa con in mano il pettine che Laphicet le aveva regalato, ed in quella stessa notte, la ragazza assiste alla più grande tragedia della sua vita : Arthur uccide Laphicet, gettandolo dentro una gigantesca voragine posto in quello che sembra un santuario in rovina. 
Velvet cerca in ogni modo di salvare il fratellino, ma Arthur le mutila il braccio sinistro, facendo precipitare entrambi nel baratro. 
Animata dall'odio verso quello che considerava parte della sua famiglia, Velvet riceve in dono da una luce accecante, un braccio demoniaco e la parola che Arthur pronuncia per descrivere l'attuale Velvet è "Therion".
La notte della luna scarlatta porta un enorme cambiamento nel mondo, difatti, gli spiriti che finora non erano visibili ai più, ora potevano esser percepiti anche dai bambini, non più soltanto dagli Esorcisti.
Velvet dopo un lungo accanimento nei confronti di Arthur, viene sconfitta ed imprigionata per tre anni nelle profondità dell'isola carceraria, dove il suo odio e la sua fame crescevano giorno dopo giorno.
Trascorsi tre anni, nella sua cella apparve Seres, la Malak al servizio di Arthur, oggi famoso col nome di Artorius il Redentore. 
Questi vuole che Velvet scappi e l'aiuta nella fuga, fornendole supporto e informazioni.
Durante la fuga Velvet incontra Magilou, un'eccentrica strega dagli abiti rosa e capelli biondi, e Rokurou, un samurai con addosso un kimono tradizionale della sua terra.
Quasi arrivati al molo, Velvet viene ostacolata da Oscar, un Esorcista d'alto rango. Lo scontro si fa molto acceso ed Oscar senza alcuno scrupolo, usa uno dei propri Malak come esca per colpire Velvet, ma questo gli risulta negativo, in quanto il Malak, colpito da energia negativa, si tramuta in una viverna.
Il mostro cerca di attaccare Velvet ma Seres le fa da scudo, venendo ferita gravemente. 
Poco prima di morire Seres restituisce alla ragazza dai capelli neri il pettine di Laphicet e chiede a Velvet di divorarla tramite il braccio demoniaco, in modo tale che lei ottenesse potere sufficiente per poter portare a termine la sua vendetta. 
Velvet accetta le sue ultime volontà e stringendola nella propria presa, Seres si tramuta in un anello che dona a Velvet dei poteri nuovi.
Riuscendo a costringere Oscar alla fuga e ferendolo gravemente ad un occhio, Velvet riesce a rubare una nave e salpare verso il continente, trovando aiuto al timone da parte di Rokurou e Magilou.